# واد متصدع

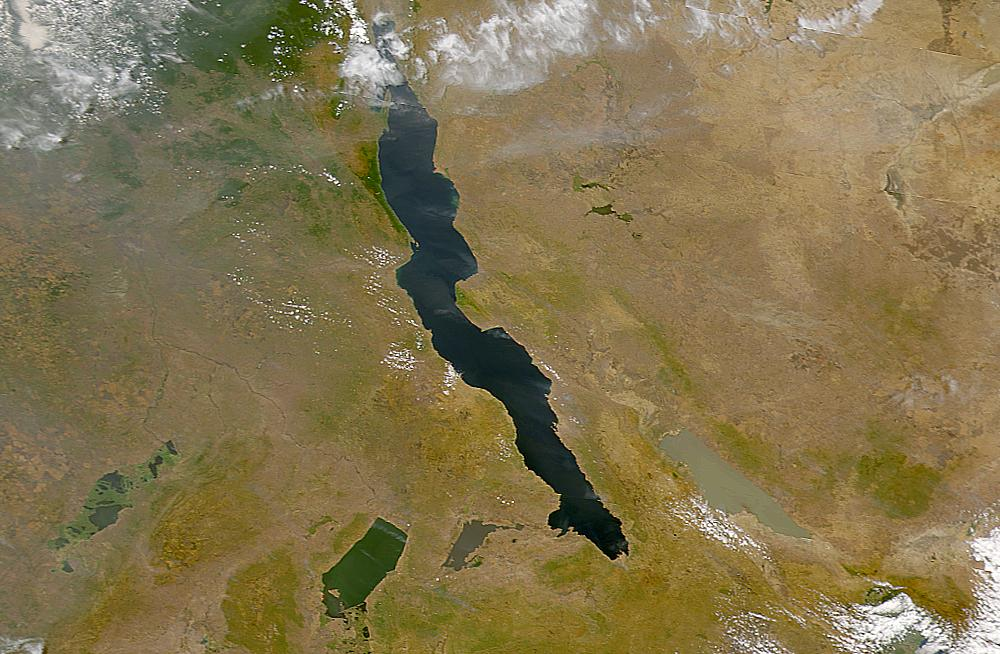
الصدع شرق الإفريقي كما يبدو من الفضاء الخارجي، تظهر بالصُّورة عدة معالم من أهمِّها من اليسار إلى اليمين: بحيرة أوبمبا، وبحيرة مويرو، وبحيرة تنجانيقا (وهي الأكبر حجماً)، وبحيرة روُوكا.

الوادي المُتصدِّع هو منخفضٌ أرضيٌّ خطي الشكل يقع بين مختلف سلاسل جبليَّة أو أراضٍ مرتفعة عادةً ما ينتجُ عن حدث جيولوجي كالصدع أو التشقٌّق. تتشكَّل الأودية المُصتدِّعة عادة على الحدود بين الصفائح التكتونية المُتباعدة، أو على امتدادات القشرة الأرضية، أو تفكُّكٍ في السَّطح غالباً ما يشتدُّ أثره بفعل عوامل التعرية. عندما تكون قوى الشدِّ عتيَّة بما يكفي لفصل أجزاءٍ من الصفيحة التكتونية عن بعضها البعض، تسقط قطعة الأرض الواقعة بين طرفي الشق المفصول إلى الأسفل، لتتحوَّل إلى الأخدود المنخفض الذي يُمثِّل المرحلة الأولى في ولادة الوادي المُتصدِّع. إذا ما كان الوادي المتصدع حديث التشكُّل، ستكون جدرانه متوازية توازياً تاماً تقريباً وشديدة الانحدار. لكن مع تتابع العمليَّة يأخذ الوادي بالتوسُّع وتُصبح جدرانه أقلَّ بروزاً، وعند نقطةٍ ما يتحوَّل إلى حوضٍ واسع مملوءٍ بالرَّواسب. أحد أفضل الأمثلة على هذه العمليَّة هو الصدع شرق الإفريقي. يُمكن أن تحدث الصُّدوع في الكرة الأرضية على أي ارتفاع، سواء أكان ذلك على مستوى سطح البحر أم في أعالي السَّلاسل الجبلية أو حتى بقاع المُحيط. كثيراً ما يَترافق وُجود الصَّدع مع أودية أخرى مُجاورة له، والتي عادةً ما تعتبر امتداداً جغرافياً للصَّدع نفسه.